# Hermann Joseph
Hermann Joseph (v. 1150-1241) est un chanoine régulier prémontré de l'abbaye de Steinfeld (Saint-Empire romain germanique). Il peut être rattaché au courant spirituel de la mystique rhénane. 
Bien que jamais officiellement canonisé, son culte public est reconnu le 11 août 1958 par le pape Pie XII. Il est célébré le 7 avril. 

## Biographie

### Sa vie
Hermann, qui reçut le surnom de Joseph, est né vers 1150 à Cologne et mort à Hoven (de), le 4 ou le 7 avril 1241. Issu d'une famille tombée dans la pauvreté, Hermann a 12 ans lorsqu'il est admis dans l'ordre des Norbertins, à l'abbaye de Steinfeld (région de l'Eifel). Après des études en Frise, chez les prémontrés de Mariëngaarde, il est ordonné prêtre à Steinfeld et se voit confier la charge de responsable du réfectoire, puis celle de sacristain, fonction qu'il exercera la majeure partie de sa vie. 
Il a composé en latin des traités de piété et des poésies religieuses. S'étant également consacré à la direction spirituelle d'une communauté de cisterciennes de la région, il mourra dans le monastère de celles-ci, l'abbaye de Marienborn (de) à Hoven, un Jeudi saint. Retrouvé intact le lundi de la Pentecôte suivant, son corps est ramené à Steinfeld. En dehors de ces quelques faits, la source médiévale présente la biographie d'Hermann comme une longue suite de grâces mystiques (apparitions de la Vierge, extases, entretiens avec le Christ et les saints, odeurs suaves) et de vertus héroïques (humilité, patience, courage, bienveillance et obéissance).

### Son biographe
L'auteur de la Vita d'Hermann est anonyme, mais la critique historique croit reconnaître en lui le prieur de Steinfeld de l'époque. Il affirme rédiger son ouvrage quelques mois après le décès du bienheureux, sur base de confidences qu'il a reçues de celui-ci ou de ses proches. Il relate en latin la mort d'Hermann et les miracles sur son tombeau, puis traite de sa vie et de ses vertus. Il se montre compétent en théologie, soucieux d'exactitude et fait preuve de bon sens dans ses jugements. Aussi le caractère extraordinaire de son récit semble résister aux doutes de la méthode historique moderne. À condition, toutefois, de ne pas prendre cette Vita pour une biographie au sens moderne du terme, et de replacer les expériences mystiques dont elle témoigne dans le contexte de « celles d'autres saints rhénans des XIIe – XIIIe siècles ». 

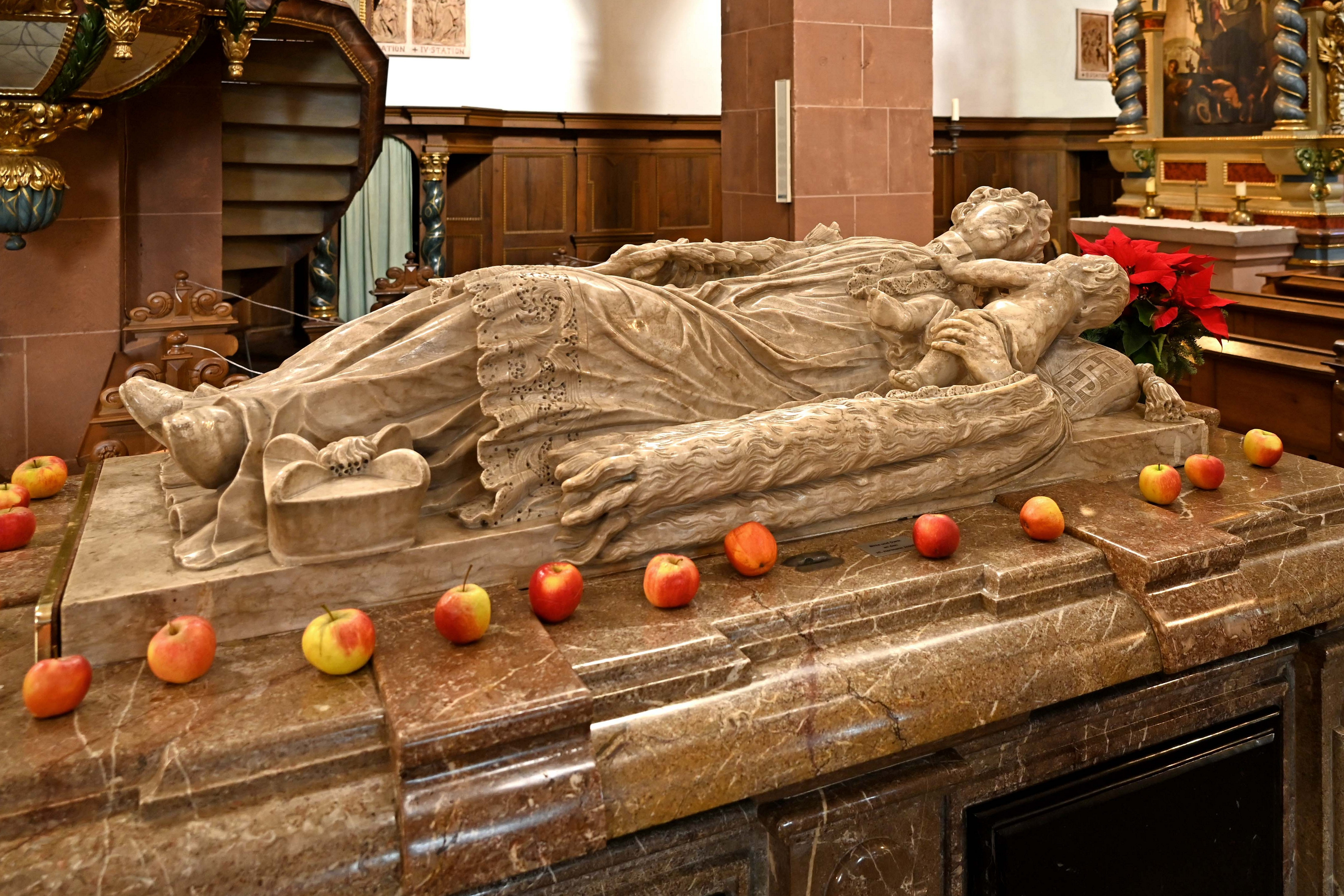
Gisant de la tombe d'Hermann Joseph, basilique Sainte-Marie-et-Saint-Potentinus de Steinfeld, Allemagne.

### Son culte
L'inscription d'Hermann Joseph au bréviaire prémontré est approuvée par le pape Benoît XIII en 1728, et son culte public est reconnu le 11 août 1958 par le pape Pie XII. Sa fête est inscrite au Martyrologe romain pour le 7 avril.
Aujourd'hui encore, son tombeau se trouve à la basilique de l'abbaye de Steinfeld (Rhénanie-du-Nord-Westphalie). La dévotion des fidèles y dépose des pommes en souvenir d'un épisode de sa vie de sainteté : ayant tendu une pomme à la statue de Notre-Dame, celle-ci se serait inclinée pour que l'Enfant-Jésus puisse prendre le fruit.

## Spiritualité
Hermann Joseph occupe une place capitale dans la spiritualité médiévale, car il apparaît comme un témoin de la mystique rhénane, à un stade antérieur à celui où Maître Eckhart cherchera à opérer une synthèse entre expérience religieuse et conceptualisation universitaire. 

### En contexte rhénan
Hermann évolue dans le milieu où moniales et béguines expérimentent, au bord du Rhin, une intense vie de piété et requièrent de leurs directeurs de conscience, conseil, consolation et encouragement sur la voie du perfectionnement. Dans ce courant spirituel, un texte biblique fait particulièrement office de référence : le Cantique des cantiques, dont l'exégèse à des fins d'accompagnement spirituel apparaît au XIIe siècle avec Bernard de Clairvaux. À la même époque, chez les Prémontrés, Philippe de Harveng propose un nouveau point de vue sur le Cantique : à travers l’Époux et l’Épouse dont le texte sacré retrace l'idylle, il suggère de reconnaître le Christ et sa Mère dans le mystère de l'Incarnation. Quelque temps plus tard, lorsqu'Hermann compose un commentaire du livre biblique, à l'usage des religieuses dont il a la charge, il opte, lui aussi, comme l'indique la Vita, pour une interprétation orientée sur Jésus et Marie. Dès lors, cette exégèse mariale du Cantique peut passer, à son tour, pour la clé interprétative de la vie du saint, telle que l'a mise en forme la source médiévale.

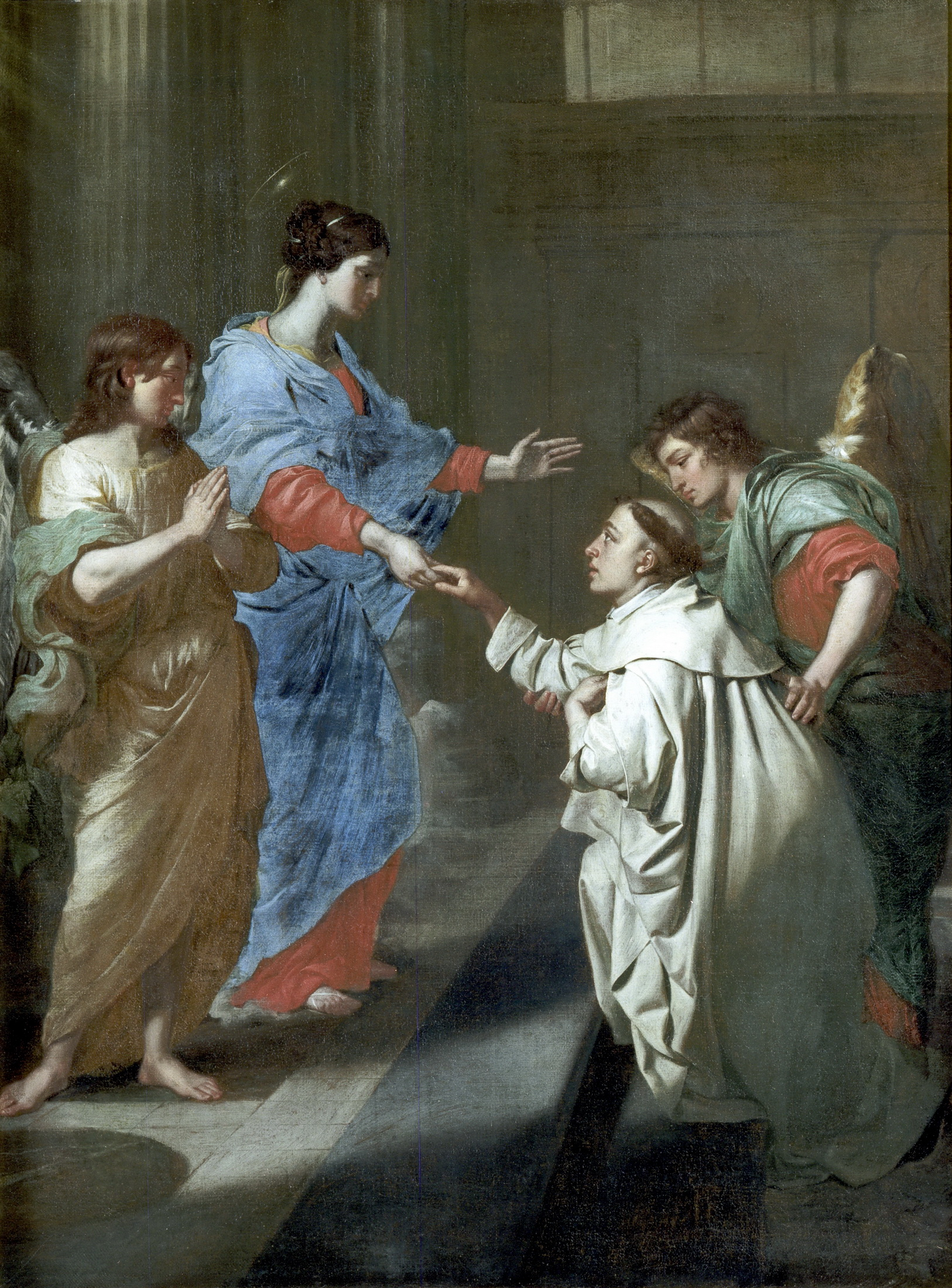
Le Mariage mystique de saint Hermann-Joseph de Steinfeld, Jean-Guillaume Carlier (v. 1675), La Boverie, Liège, Belgique.

### Une herméneutique monastique
Considérant que la sainteté résulte d'une mise en conformité de l'existence avec la Parole de Dieu, la culture monastique du Moyen Âge établit dans ses hagiographies un jeu de correspondances entre l'Écriture sainte, sa lecture méditée et théorisée, et les actes de la vie réelle : un même cercle herméneutique englobe les textes, les lectures et les expériences vécues ; de là l'impression de merveilleux perpétuel, corollaire d'une vision sacramentelle de l'existence. Ainsi, quand la Vita met en scène un mariage mystique entre la Vierge et Hermann, elle renvoie au contenu du Cantique et à l'exégèse personnelle du saint ; ou quand elle affirme que la statue de la Vierge s'est inclinée pour que l'Enfant-Jésus puisse recevoir la pomme que lui tendait Hermann, elle fait écho à l'interprétation typologique qui voit en Jésus le nouvel Adam, et en Marie la nouvelle Ève, etc. Ce qu'une mentalité moderne traiterait de légendaire, n'est que l'écho matérialisé d'une poétique qui tire ses images et ses harmoniques d'une intériorisation de la parole divine - précisément Verbe « incarné ».

### Vers la dévotion individuelle
La Vita entend montrer symboliquement que, par ses visions et ses vertus, le saint expérimente la mystique sponsale dont il s'est fait le théoricien dans sa direction spirituelle et ses ouvrages. De là, le surnom transparent de Joseph et, sous l'influence de la littérature courtoise, un nouvel avatar du Cantique : le couple formé par Marie et Hermann. 
À partir de ce cas précis, il revient à la réflexion théologique de critiquer certains glissements historiques : de l'Église vers Marie dans l'exégèse ; de l'économie du Salut vers les mystères de Jésus (Enfance et Passion) dans la dogmatique ; de la liturgie vers la dévotion privée dans la mystique. Une psychologisation de la foi s'esquisse ici, qui modélise les figures sacrées selon un schéma personnaliste, voire individualiste. Avant que l'inspiration ne cède la place aux formules, la personnalité extatique d'Hermann marque ainsi un jalon entre la haute culture monastique du XIIe siècle, la mystique affective du XIIIe siècle, représentée par Gertrude d'Helfta, et le courant piétiste de la Devotio moderna, apparu vers la fin du XIVe siècle.

## Œuvres

### Écrits authentiques
- Duodecim gratiarum actiones (Gratias tibi, Domine Iesu Christe) : en prose, douze prières d'actions de grâce sur les mystères de la vie du Christ ;
- Precula de quinque gaudiis B. Mariae (Gaude Virgo Pretiosa) : six strophes en l'honneur des « joies » de Marie ;
- Oratio ad Deiparam Virginum (Gaude, plaude, clara Rosa) : hymne à la gloire de Marie ;
- Oratio ad Dominum Christum (Jesu dulcis et decore) : 26 strophes inspirées du Cantique des cantiques.
- Jubilius de sanctarum 11000 virginibus (O vernantes Christi Rosae) : poésie en l'honneur de sainte Ursule et ses compagnes.

### Écrits douteux
- Hymnus ad Ss. Cor Jesu (Summi Regis Cor, aveto) : probablement la première poésie consacrée au Sacré-Cœur dans l'histoire de la spiritualité ; peut-être due à la plume d'Arnould de Louvain, cistercien, abbé de Villers vers 1240-1250 ;
- Sequentia de 11000 virginibus (Virginalis turma sexus) : pièce liturgique en l'honneur des saintes martyres de Cologne.

### Écrits inauthentiques
- Duo revelationum libri de passione undecim millium virginum : deux livres de révélation sur le martyre d'Ursule et ses compagnes, probablement basés sur les extases d'Hermann, qui nourrissait pour elles une tendre dévotion.

### Écrits perdus
- Traité sur le Cantique des cantiques : attesté dans le chapitre 49 de la Vita, il s'agissait d'une interprétation mariale du livre biblique;
- Vita de sainte Elisabeth, cistercienne : attesté au chapitre 15 de la Vita, il s'agissait d'une religieuse du monastère de Hoven[8].